# 南江古码头遗址
南江古码头遗址，位于中国广西壮族自治区贵港市港南区南江村郁江岸边，为一个省级文物保护单位，类型为古遗址，为第六批广西壮族自治区文物保护单位，公布时间为2009年5月4日。
南江古码头遗址的历史年代为明－民国。